# پلاژیوس یکم

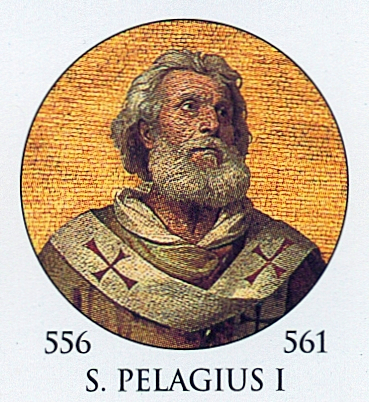

پاپ پلاژیوس یکم (به انگلیسی: Pope Pelagius I) یکی از پاپ‌های کلیسای کاتولیک رم بود که در رم به دنیا آمد و بین سال‌های ۵۵۶ تا ۵۶۱ میلادی پاپ بود.